# Слободан Принцип Сељо
Слободан Принцип Сељо (Хаџићи, код Сарајева, 25. мај 1914 — Крушево, код Фоче, 25. април 1942) био је револуционар, учесник Народноослободилачке борбе и народни херој Југославије.
Потицао је из револуционарне породице Принцип, а млађи брат његовог оца био је Гаврило Принцип, припадник „Младе Босне” и атентатор на аустроугарског престолонаследника Франца Фердинанда, јуна 1914. у Сарајеву.
Као ученик гимназије у Сарајеву прикључио се омладинском револуционарном покрету, а доласком на студије технике у Београд активно се укључио у револуционарни студентски покрет. Због истакнуте активности међу студентима, као и учешћа у студентским акцијама и демонстрацијама 1937. је примљен у чланство илегалне КПЈ.
Био је активан у Удружењу босанскохерцеговачких студената „Петар Кочић”, а од 1937. до 1939. и његов председник. Ово удружење развило је живу политичку активност међу студентима, а деловало је и међу омладином и студентима у Босни и Херцеговини. За време школских распуста политички је деловао у родном крају, међу радничком и сеоском омладином. Био је један од најистакнутијих студената-комуниста на Београдском универзитету, због чега је био хапшен и прогањан од полиције.
Учествовао је у Априлском рату 1941, а након окупације Југославије изабран је за члана војног руководства КПЈ за Босну и Херцеговину, са задатком да ради на организовању устанка. Јула 1941. именован је за члана Обласног штаба за сарајевску област, као и за члана Главног штаба НОП одреда Босне и Херцеговине. Учествовао је у организовању устанка на Романији и стварању Романијског партизанског одреда. Почетком фебруара 1942. именован је за команданта Оперативног штаба НОП и ДВ за источну Босну. Половином априла 1942. разболео се од тифуса и крајем истог месеца умро у централној партизанској болници у околини Фоче.
За народног хероја проглашен је 6. септембра 1942, међу првих 12 партизанских бораца. Сахрањен је у Гробници народних хероја у спомен-парку Враца, на Требевићу, код Сарајева.

## Биографија

### Породица
Рођен је 25. маја 1914. године у месту Хаџићи, код Сарајева. Његови родитељи Јово и Ана, поред њега имали су још четворо деце — ћерке Славојку, Вукицу и Бранку и сина Гаврила. Слободанов старији брат Гаврило добио је име по стрицу Гаврилу Принципу, који је био млађи брат њиховог оца Јове Принципа, док је Слободан име добио на предлог стрица, који је неколико недеља пред његово рођење боравио у Хаџићима, у посети брату и његовој породици. Према сведочењу старије сестре Вукице, Гаврило је снаји Ани предложио да уколико роди сина, да му да име Слободан, јер ће ускоро сванути слобода. Слободана су у породици звали „Боба”, а касније је од својих другова добио надимак „Сељо”, јер је у предизборној кампањи 1938. иступао испред омладине Земљорадничке странке, користећи то као прилику да се чују ставови тада илегалне Комунистичке партије. Такође, овај надимак је узео за своје илегално име на почетку устанка 1941. године.
Свега месец дана након рођења, његов стриц Гаврило Принцип, који је био припадник организације „Млада Босна“, извршио је 28. јуна 1914. у Сарајеву атентат на аустроугарског престолонаследника Франца Фердинанда. Након атентата наступио је трагичан тренутак за породицу Принцип, која се нашла на удару аустроугарских власти. Слободанов отац Јово Принцип, који се бавио трговином и није имао никакве везе са атентатом, био је ухапшен и интерниран у логор у Араду, у румунском делу Баната. Сва његова имовина била је заплењена, а супруга Ана остала је сама са троје мале деце и Слободаном који је био беба. Јово Принцип је уочи доласка престолонаследника Фердинанда у посету Сарајеву наслутио да би његов брат могао учествовати у некаквом догађају везаном да ову посету, па је најмлађег брата Николу послао у Сарајево с намером да Гаврила наговори да пођу заједно у посету родитељима у село Обљај, код Босанског Грахова. Гаврило је то одбио и остао у Сарајеву, где је учествовао у атентату. Из логора у Банату, Јово је успео да побегне и потом се прикључио српској војсци, с којом је учествовао на Солунском фронту. Након Великог рата, Јово се с породицом настанио у Сарајеву, где је наставио да се бави трговином, а извесно време је био и народни посланик у Скупштини Краљевине СХС.

### Школовање
Четворогодишњу основну школу Слободан је похађао у родним Хаџићима, од 1921. до 1925. године, а потом је у Сарајеву од 1925. године похађао Другу мушку реалну гимназију. Иако је потицао из имућне трговачке породице, у време школовања је свакодневно путовао возом из Хаџића за Сарајево, заједно са осталом средњошколском омладином. Током свакодневних путовања упознао се са сеоском и радничком омладином из Тарчина, Пазарића, Врела Босне и подигмнаских села. Услед своје веселе нарави, у возу је често заметао песму и шалу, а приликом повратка из Сарајева на Игману је док су чекали воз за Хаџиће, умео да организује фудбалске утакмице, пошто је био велики љубитељ фудбала. Касније је и професионално играо фудбал у клубу „Радник” из Хаџића, а своје другове и познанике је саветовао и усмеравао да се баве спортом и укључују у спортска друштва, као и организацију „Соко”.
Попут свог стрица Гаврила, Слободан се у вишим разредима гимназије почео интересовати за политику и друштвена збивања у Краљевини Југославији. Свакодневно путујући и дружећи се са сеоском и радничком омладином, упознао се с њиховим тешким животним приликама, али и са сиромаштвом у коме су живели људи у околини Сарајева. Такође, у време његовог гимназијског школовања била је 1929. године уведена Шестојануарска диктатура, која је знатно ограничавала политичке и друге слободе. Све ово утицало је на Слободана да се повеже са сарајевском револуционарном омладином, која је читала забрањену револуционарну и марксистичку литературу и била под утицајем илегалне Комунистичке партије и њене омладинске организације Савеза комунистичке омладине. Своје ставове о друштву Слободан, који је по природи био отворен и храбар, није износио само пред својим друговима, већ и јавно пред професорима и у писменим задацима, па је дошао у сукоб са школским властима. На личну жељу, даље школовање је наставио у Београду, где је завршио последњи разред гимназије и матурирао 1933. године.
Након матуре, уписао је студије на Техничком факултету у Београду. Његов долазак на студије поклопио се са обновом организације Савеза комунистичке омладине Југославије (СКОЈ) на Београдском универзитету, новембра 1933. године. Студенти-комунисти били су предводници револуционарног студентског покрета, који је окупљао студенте који су се борили за боље услове студирања, као и за одбрану аутономије Универзитета. Студентски покрет је с годинама растао и јачао, а посебну популарност је стекао средином 1930-их година, у време грађанског рата у Шпанији, када долази до отворене борбе студената против фашизма, као и све чешћих сукоба са студентима-националистима. Под доласку на Универзитет, Слободан се повезао са студентима из Босне и Херцеговине и преко њих ступио у контакт са студентским покретом. Током 1935. и 1936. године активно је учествовао у акцијама и демонстрацијама студената, током којих су у сукобима с полицијом или студентима-националистима падале жртве, попут студената Мирка Срзентића и Жарка Мариновића. Слободан, који се активно бавио спортом — фудбалом, атлетиком и скијањем, истицао се физичком снагом и храброшћу у овим сукобима.
Поред учешћа у акцијама за већа права студената и боље услове студирања, Слободан је учествовао и у културним активностима на Универзитету. Студентски покрет је у циљу учвршћивања свог утицаја међу студентима, своје чланове усмеравао да се укључују у студентске организације и удружења и преко њих шире утицај. Слободан је током 1936. и 1937. године био члан Управе Академског позоришта, у коме су револуционарни студентски покрет имао знатан утицај. Ово позориште се истицало својом активношћу и иницијативама и изводило драме Мирослава Крлеже, Ивана Цанкара и рецитовало родољубиву поезију Јована Јовановића Змаја, Алексе Шантића, Ђуре Јакшића и других песника. Био је активан и у Удружењу босанскохерцеговачких студената „Петар Кочић”, где се упознао са многим револуционарним студентима попут — Махмута Бушатлије, Мире Попаре, Грује Новаковића, Угљеша Даниловић и др. Заједно са њима учествовао је у веома тешкој борби против студената-националиста и десно оријентисаних студената-земљорадника на изборима за Управу овог студентског удружења 1936. године. Готово једногласним избором нова управа на челу са револуционарним студентима је победила на изборима, чиме је потпуно скрајнут утицај студената-националиста, који су имали подршку владајућег режима. У овоме је велику улогу одиграо и априлски генерални штрајк студената Београдског универзитета, током кога је страдао студент права Жарко Мариновић. Након овога у већини студентских удружења и организација преовладали су револуционарни студенти.
Удружење „Петар Кочић” је након тога имало велику улогу у окупљању студената из Босне и Херцеговине, као и друштвеном, политичком и културном деловању међу њима. Поред Београдског универзитета, Удружење је деловало и у Босни и Херцеговини, где је за време школских распуста организовањем путовања долазило у додир са радничком и сеоском омладином и међу њима путем приредби и манифестацијских зборова деловало у правцу културног и политичког освешћивања младих. Крајем 1937. године ово Удружење је било једно од најјачих упоришта илегалне Комунистичке партије Југославије (КПЈ) на Београдском универзитету, а на Годишњој скупштини удружења одржаној 27. новембра 1937. године Слободан Принцип је био изабран за председника Управе. Између осталих, чланови Управе удружења студената „Петар Кочић” су били — Махмут Бушатлија, Олга Марасовић, Нада Манојловић, Мира Загорац, Ристо Илић, Зијо Диздаревић, Миралем Церић, Марко Михић и др. Школске 1939/40. године био је представник овог Удружења у Акционом одбору стручних студентских удружења. У току 1937. године Слободан је био примљен у чланство КП Југославије, а секретар његове партијске ћелије био је Махмут Бушатлија.

### Политичко деловање
У току 1938. године Слободан је учествовао у широко организованој кампањи против Владе Милана Стојадиновића и активностима за помоћ листи удружене опозиције на парламентарним изборима, одржаним децембра 1938. године. Ове активности имале су велики значај за илегалну Комунистичку партију, јер је отварала могућности за легално деловање. Слободан је учествовао на предизборним активностима у Босни и Херцеговини иступајући испред омладине Земљорадничке странке, али заступајући ставове КПЈ. Из овог периода настао је његов надимак „Сељо”. Говорио је на зборовима опозиције у свом родном крају — Хаџићима, Илиџи, Вогошћи, Жуновици и околним местима. Окупљао је људе, а поготово оне који су припадали левом крилу Земљорадничке станке, али су у суштини заступали ставове револуционарног радничког покрета, попут — Данила Ђокића, Мирка Боровчанина и Мује Хоџића са Романије; Крсто Кошарац са Висојевице; Владо и Трифко Докић, Радован и Лазар Шућур из Вогошће и др. Истовремено он је у предизборној кампањи деловао и као члан посебног Одбора омладине Удружене опозиције, па је његов допринос ширењу политике Народног фронта био веома велик, а посебно међу омладином Сарајева и околине.
Почетком новембра 1938. године Слободан је председавао и држао уводну реч на општем збору студената Београдског универзитета, коме је присуствовало око 2.500 студената. Овај збор био је приказ снаге студентског покрета и имао велики значај, како за побољшање статуса студената, али и за борбу за мир и развијање међународне сарадње студената, уз критику политике режима Краљевине Југославије према догађајима у Чехословачкој. Активно учешће студената-комуниста, који су предводили револуционарни студентски покрет, у акцијама за одбрану земље и борбе против фашизма, уклапала се у нову политичку оријентацију Комунистичке партије Југославије, након избора Јосипа Броза Тита за њеног генералног секретара. Револуционарно-комунистичке снаге су након пада Шпанске републике, почетком 1939. године, а нарочито након немачке окупације Чехословачке, марта и италијанске окупације Албаније, априла исте године упозоравала све патриотске снаге на директну фашистичку опасност за Југославију. Марта 1939. године Слободан је био једна од говорника на свечаној академији одржаној у част студената Загребачког и Љубљанског универзитета, а поводом Трећег конгреса Савеза медицинара Југославије. У свом говору он је нагласио потребу јединства студентске омладине Југославије, истичући циљеве за које студенти треба да се уједињеним снагама боре.
Маја 1939. године чланови Удружење босанскохерцеговачких студената „Петар Кочић” је организовало турнеју по градовима Босне и Херцеговине. Ова турнеја имала је за циљ подизање свести и организовање широког антифашистичког фронта међу младима, због чега је вођена под паролом „Бранићемо земљу”. Као промотивни плакат ове акције коришћена је једна фотографија Слободана Принципа, која је требало да илуструје спремност омладине за одбрану земље. Група од 70 чланова овог Удружења обишла је Мостар, Сарајево, Тузлу, Добој, Дервенту, Бању Луку и Приједор. Приликом посете Сарајева, 21. маја чланови Удружења су обишли Капелу видовданских хероја, у којој су сахрањени Гаврило Принцип, Богдан Жерајић, Владимир Гаћиновић, Недељко Чабриновић, Данило Илић и др, као и гробове — Силвија Страхимира Крањчевића, Авде Сумбула и Бехџета Мутевелића. Истог дана студенти су у сали Соколског дома одржали свечану приредбу, на којој је говорио Слободан Принцип. Свој говор он је завршио речима — Ми омладина идући стопама Младе Босне, стопама Гаврила Принципа, Крањчевића, Ђикића и Владимира Гаћиновића, идући стопама ових безбројних знаних и незнаних хероја, поручујемо да за омладину Југославије није ништа ново гинути за слободу.
Упоредо са политичком активношћу Слободан Принцип је током активности на Универзитету био сарадник листа „Студент”, који је од марта 1937. па до почетка рата априла 1941. године био главни орган студената у њиховој борби на Универзитету и ван њега на политичким, друштвеним, културним и студентским питањима. Слободан није занемаривао ни своје теоријско и идејно, али и опште образовање, а то је био и један од задатака који је Комунистичка партија постављала сваком свом члану. Поред партијске литературе читао је Карла Маркса, Фридирха Енгелса, Аугуста Талхајмера, Вољгина, Геогрија Плеханова и др. Ове књиге препоручивао је и другим студентима на Универзитету, али и омладинцима из околине Сарајева, током својих боравака тамо. Поред идеолошке литературе читао је и књижевна дела, а посебно је волео поезију Хајнриха Хајнеа, Џорџа Барјрона, Александра Пушкина, Сергеја Јесењина. Такође, волео је и домаћу поезију Петра Кочића и Алексе Шантића. Између осталих, Слободан се дружио и са тада младим књижевницима и сликарима. Код њега у Хаџићима је 1938. године боравио и тада млади песник Иван Горан Ковачић.
Године 1940. Слободан је послат на партијски рад у Босну и Херцеговину. Најпре у Месни комитет КПЈ за Сарајево, а октобра исте године је постао члан тада формираног Окружног комитета КПЈ за Сарајево, чији је секретар био његов дугогодишњи друг Хасан Бркић. Заједно са Бркићем, Слободан је активно политички радио у околини Сарајева, стварајући партијске и синдикалне организације, организујући радничке штрајкове у Мокром, Трнову и Хаџићима. Још 1937. године када су Цвијетин Мијатовић и Угљеша Даниловић добили задатак да раде на обнови партијских организације у Босни и Херцеговини, Слободан им је помогао у извршавању овог задатака својим познавањем прилика и широким кругом познаника и пријатеља које је имао у Сарајеву и његовој околини. Политички рад је обављао са великим ентузијазмом обнављајући старе и стварајући нове партијске ћелије на Врелу Босне, у Касиндолу, Вогошћи и другим местима у околини Сарајева. Био је веома активан у спровођењу одлука Пете земаљске конференције КПЈ у припреми за одбрану земље од предстојеће фашистичке агресије. Био је веома активан у масовним антифашистичким демонстрацијама 27. марта 1941. године, а по директиви КПЈ се као добровољац пријавио у војску с циљем да учествује у одбрани земље.

### Припреме за устанак
Почетак Априлски рат 1941. године га је као добровољца Југословенске војске, у чину ђака-поднаредника, затекао у допунском пуку на Врелу Босне. Заједно са њим у истом пуку, као ђак-поднаредник био је и Милош Зекић, каснији партизански борац, генерал ЈНА и народни херој. Након напада на Југославију, 6. априла 1941. године њихов пук је био упућен ка Сави у сусрет немачким јединицама. Пошто су код Лашве сазнали да Немци надиру долином реке Босне, одлучено је да их овде дочекају. Непосредно пред борбу, пук је захватило расуло и он се распао. Одбијајући да падне у заробљеништво, Слободан је заједно са Милошем Зекићем успео да се једним камионом пребаце до Високог, а одатле пешице дођу до Вогошће. Ту су набавили цивилна одела и код познаника сакрили униформе и оружје које су понели, а онда су отишли у Сарајево. Након окупације Југославије, била је формирана усташка Независна Држава Хрватска у чији састав је ушла и Босна и Херцеговина. Одмах по успостављању окупаторско-квислиншке управе у Сарајеву отпочео је прогон Срба, Јевреја, Рома, као и свих антифашистички опредељених грађана. Међу првим жртвама усташког режима, на самом почетку окупације, био је Слободанов старији брат Гаврило Принцип. Он је покушао да из Сарајева пређе у Београд, али је на том путу био ухапшен у Босанском Броду и одведен у непознатом правцу.
Као познати комуниста и антифашиста, Слободан је у Сарајеву живео у строгој илегалности. Упркос томе он је као члан Окружног комитета КПЈ за Сарајево наставио са политичким радом. Кретао се по сарајевском округу од Романије до Брадине и од Високог до Калиновика, обилазећи партијске организације и објашњавајући народу разлоге брзог слома Краљевине Југославије, као и намере усташке политике према Србима. Приликом обиласка терена, неколико пута је успео да избегне хапшење од стране усташа. Почетком маја 1941. избегао је хапшење од стране жандарма, који су му на Романији направили заседу тако што су се умешали у сељаке који су водили стоку на пазар. У јуну 1941. усташка редарствена служба је у Хаџићима организовала потеру за њим и Анђелком Лажетићем, такође чланом КПЈ. У сукобу са усташама Анђелко је погинуо, а Слободан је успео да им побегне. Почетком јула 1941. Слободан се крио у Сарајеву у стану зубара Владе Годлера. Усташе су добиле информацију о месту његовог скривања па су дошле да га ухапсе, али је он стицајем околности напустио стан свега неколико сати пре доласка усташа.
Након Мајског саветовања КПЈ, на коме је донета директива да све партијске организације формирају Војне комитете који ће водити припреме за оружани устанак, средином маја 1941. године Покрајински комитет КПЈ за Босну и Херцеговину је формирао Војни комитет у чији су састав ушли Угљеша Даниловић, Махмут Бушатлија, Војо Љујић и Слободан Принцип Сељо. Након тога, заједно са Даниловићем и Бушатлијом, учествовао је у организовању војних комисија чији је задатак био да обављају припреме за оружани устанак. Људима је саветовао да упркос свим претњама не предају оружје, већ да га скривају до почетка устанка. Услед великог усташког терора над Србима, појавила се тенденција бежања српског становништва у Србију, па је Слободан обилазио српска села и саветовао људима да се склањају од усташа, али не и да одлазе са својих огњишта. Његовом активношћу, на почетку окупације маја 1941. године биле су формиране нове партијске организације на подручју Врела Босне, Осјека, Илиџе и Блажуја, као и у Добром Пољу, код Калиновика. У јуну је тим партијским организацијама дао директиву да почну разговоре са људима око ступања у оружану борбу, након чега је на Романији пренео директиву да се почне са формирањем ударних група и са прикупљањем оружја. Саветовао је активисте да прате намере усташа и да не дозволе да неко од њих падне у њихове руке, а да уколико постоји могућност да неко буде ухапшен да се одмах склони. Овакве директиве пренео је и активистима у Вогошћи, Хаџићима, Семизовцу и другим местима у околини Сарајева.
Након седнице ЦК КПЈ одржане 4. јула 1941. године у Београду, на којој је донета одлука о подизању устанка, у Сарајеву је 13. јула 1941. одржана седница Покрајинског комитета КПЈ за Босну и Херцеговину на којој је пренета директива ЦК КПЈ и извршена анализа ситуације и мера које треба предузети. Од дотадашњег Војног комитета је формирано Војно руководство за Босну и Херцеговину, у оквиру кога су били формирани Обласни војни штабови — за Босанску крајину, за тузланску област, за Херцеговину и за сарајевску област. За команданта Штаба сарајевске области именован је Слободан Принцип, а за политичког комесара Хасан Бркић. Неколико дана потом, 16. јула 1941. заједно са Славишом Вајнером, Павлом Горанином, Оскаром Даноном и Хасаном Бркићем, Слободан је напустио окупирано Сарајево и пошао на Романију. Приликом напуштања Сарајева, према Слободановом савету, сви чланови групе су узели илегална имена, како би онемогућили окупаторско-квислиншку власт да лако сазна њихов прави идентитет. Слободан је тада узео илегално име „Сељо”, док је Славиша Вајнер узео име „Чича”, Павле Горанин име „Илија”, Хасан Бркић име „Ацо”, а Оскар Данон име „Јово”. Сутрадан, 17. јула они су у Боровцу, на Гласинцу одржали састанак са тамошњим активистима и пренели им директивом о подизању устанка. Тада је био формиран Штаб Романијске партизанске чете, на челу са Славишом Вајнером, која је постала језгро будућег Романијског партизанског одреда.

### На Романији
По доласку на Романију, Слободан Принцип је одмах обишао партијске организације и симпатизерске групе и 30. јула 1941. године организовао збор на коме је говорио о почетку устанка против усташа и окупатора. Истог дана била је формирана Романијска партизанска чета, која је имала око 50 бораца. Већ сутрадан 31. јула ова чета је извршила своју прву акцију — демолирала је жандармеријску станицу у селу Жљебови, као и општинску управу у селу Соколовићи и покидала телефонске везе између Мокрог и Крама. Као командант Оперативног штаба, Слободан је посвећивао велику пажњу стварању руководећих кадрова, који би имали ауторитет међу борцима и народом. Такође, настојао је да се развој устанка у војном и политичком смислу на целом подручју повеже у јединствену целину. Већ из првих борби и акција Слободан је извлачио војна искуства, па је крајем августа због прилива нових бораца извршио реорганизацију постојећих партизанских снага, од којих је формирао три батаљона — Романијски, Требевићки и Семизовачки. Посебну пажњу посвећивао је служби везе, схватајући њен значај за командовање и координацију, као и за одржавање сигурних канала за везу са Сарајевом, где се налазио Покрајински комитет КПЈ за Босну и Херцеговину и одакле су долазили нови борци, као и санитетски и други материјал па је формирао посебну чету за везу. У првој борби са Немцима, 19. августа 1941. године на путу Мокро—Подроманија, које су водиле две чете Романијског батаљона, Слободан је и сам учествовао. Тада су партизани успели да разбију један потерни одред немачке 718. пешадијске дивизије, јачине око 100 војника, а Сељо је заробио први митраљез „шарац” на Романији, са све муницијом и резервним цевима. Истицање у овој, али и другим борбама у којима је учествовао, још више су допринели Слободановом угледу као команданту Обласног штаба. Своје војничко искуство преносио је на нове, а посебно млађе борце и учио их како се рукује оружјем, како се баца бомба и др. И касније када је био члан Главног штаба НОП одреда Босне и Херцеговине Слободан је умео да заједно са јединицом одлази у борбу и да учествује у првим борбеним редовима, због чега је био и критикован, јер се излагао ризику да настрада.
Почетком септембра 1941. године, након формацијске реорганизације партизанских снага, Слободан Принцип је активно радио на унутрашњој организацији, учвршћивању дисциплине и подизању одговорности командног кадра. Слободан је предлагао да се сваки слободан тренутак користи за војне и политичке курсеве, а у погледу дисциплине је захтевао оштро кажњавање свих који буду вршили самовољну пљачку. Пошто је устанак на Романији захватио само српско становништво, Сељо је настојао да у устанак укључи и муслиманско становништво, које се под утицајем усташа држало пасивно према устанку. У том циљу он је Муслиманима на Романији упутио Проглас са позивом да се укључе у борбу, након чега су се неки Муслимани изјаснили да неће учествовати у борбама против партизана, а неки су почели да их помажу у борби. У извештајима Војном руководству за Босну и Херцеговину, Слободан је саветовао да би у погледу активнијег укључивања муслиманског становништва у борбу, било добро да на Романију дође неко од активиста Муслимана из Сарајева. Он је извештавао и да ситуација у свим муслиманским селима није иста и да у многим селима има доста њих који су приступили усташама, као и да су сва села наоружана. Сматрао је да су за неповерење Муслимана према устаничким снагама криви и четници војводе Аћима Бабића, који су из освете пљачкали муслиманска села. Како би спровео политику братства и јединства, коју је заступао Народноослободилачки покрет као неопходну за стварање јединства југословенских народа у борби против окупатора и заустављању братоубилачког рата, Слободан је уз помоћ Мује Хоџића, Рагиба Џинде, Митхата Хаћама и других Муслимана које је познавао још од пре рата, успео да у Романијски партизански одред укључи одређени број муслиманских бораца, од који је најпре средином октобра 1941. године формирана Муслиманска чета, а почетком децембра и Муслимански батаљон, у саставу Романијског партизанског одреда. Ова јединица знатно је допринела мобилизацији Муслимана у Народноослободилачки покрет и одупрла се усташкој пропаганди о партизанима.
За другу половину септембра 1941. године било је заказано саветовање Главног штаба НОП одреда Југославије, па су у Сарајево, на путу за Србију, из Словеније стигли Миха Маринко и Франц Лескошек и заједно са Светозаром Вукмановићем Темпом делегатом ЦК КПЈ у Босни и Херцеговини прешли на Романију, где им се придружио и Слободан Принцип Сељо. Након тога они су се преко Дрине, пребацили код Љубовије и отишли у Столице, код Крупња, где се тада налазили Главни штаб и ЦК КПЈ, као и командант Главног штаба и генерални секретар КПЈ Јосип Броз Тито. На војно-политичком саветовању у Столицама донете су одлуке о организацији партизанских јединица и штабова, као и одлука о формирању Главних штабова у свим покрајинама, док је Главни штаб преименован у Врховни штаб. Такође, за све борце Народноослободилачког покрета је уведен јединствен назив — партизан и јединствена ознака — црвена звезда петокрака. На саветовању је одлучено и да Родољуб Чолаковић, дотадашњи члан Главног штаба НОП одреда Србије пређе у Босну и Херцеговину на дужност политичког комесара Главног штаба за Босну и Херцеговину. Након завршеног саветовања заједно са Темпом и Слободаном, на Романију су дошли Миха Маринко, Франц Лескошек и Владо Поповић, одакле су преко партијских веза наставили пут ка Хрватској и Словенији.
Одмах по доласку из Столица, у складу са одлукама донетим на саветовању извршена је реорганизација дотадашњег Војног руководства за Босну и Херцеговину и формиран је Главни штаб НОП одреда Босне и Херцеговине. За команданта Главног штаба био је одређен делегат ЦК КПЈ Светозар Вукмановић Темпо, за политичког комесара Родољуб Чолаковић, а за чланове су именовани — Угљеша Даниловић, Осман Карабеговић, Коста Нађ и Слободан Принцип. Приликом формирања Главног штаба укинути су раније формирани Обласни штабови, а након доласка Родољуба Чолаковића, седиште Главног штаба је почетком октобра 1941. године пребачено из Сарајева у Милиће, код Власенице.

### Члан Главног штаба
Након саветовања у Столицама, руководство Главног штаба НОПО Босне и Херцеговине настојало је да успостави споразум са четницима у источној Босни како би се створила јединствена ослобођена територија, која би била повезана са ослобођеном територијом у Србији, чији је центар био у Ужицу. Између устаничких партизанско-четничких снага у источној Босни тада је владало јединство и оне су заједнички држале „фронт” према Зворнику, као и опсаду Рогатице. Заједно са Светозаром Вукмановићем Темпом и Родољубом Чолаковићем, Слободан Принцип је учествовао на преговорима са четницима одржаним у Дрињачи 1. октобра 1941. године, када је потписан споразум о сарадњи између Главног штаба НОП одреда Босне и Херцеговине и Штаба војно-четничких одреда источне Босне. Тада је био формиран и заједнички штаб под називом Команда босанских војних и партизанских одреда, у који су са партизанске стране ушли Светозар Вукмановић, Родољуб Чолаковић и Слободан Принцип, а са четничке мајор Јездимир Дангић, Перо Ђукановић и капетан Сергије Михаиловић. Недуго потом сарадња је била успостављена и са самозваним четничким војводом Аћимом Бабићем. Сељо није био поборник сарадње са четницима јер је имао лоше искуство са Бабићем, с којим је још у току августа успоставио сарадњу. Бабић је након ослобођења Власенице, Немцима у Сарајево послао писмо са изјавом да нема намеру да се бори против немачких снага већ само против усташа. Његови четници су били недисциплиновани и склони пљачкању, а посебно муслиманског становништва што је спречавало њихово укључивање у устанак и окретало их усташама.
Половином октобра 1941. Чолаковић је ишао у Ужице, где је са Врховним штабом организовао пребацивање муниције и оружја из партизанске фабрике у источну Босну за потребе партизанских снага, а пре свега Романијског партизанског одреда. Врховни командант Тито тада је критиковао фронталне борбе око Зворника и Рогатице и издао наређење да се што пре изврше заузимања ова два града. Након повратка у Главни штаб, Чолаковић је Сељи изнео Титово наређење и одмах су почели са израдом плана напада на Рогатицу. Пошто нису имали тешког наоружања, одлучили су да приликом напада примене ново оружје — „молотовљев коктел”, помоћу кога ће збунити и деморалисати непријатеља. Већ сутрадан Сељо је отишао у Власеницу и тамо прикупио доста празних флаша, као и већу количину бензина, а потом је на лично инсистирање отишао на Романију, где је са Славишом Вајнером учествовао у припреми бораца Романијског партизанског одреда за напад на Рогатицу, али и у њиховој обуци за руковање „новим оружјем” приликом напада на бункере и утврђена места. Напад на Рогатицу извршен је 23. октобра 1941. године и у њему је поред бораца Романијског одреда учествовао и један четнички батаљон. Иако члан Главног штаба, Сељо је у овој борби, заједно са командантом Одреда Славишом Вајнером учествовао у првим борбеним редовима. Борба је била тешка, а усташко-домобранска посада, као и један домобрански пук, који је покушао да интервенише из правца Сарајева имали су око 200 мртвих и 500 рањених, док је Романијски одред имао око 40 мртвих и 100 рањених бораца. Ослобођењем Рогатице била је завршена десетодневна опсада и извршен задатак добијен непосредно од Врховног команданта НОП одреда.
До кризе у заједничком партизанско-четничком штабу дошло је већ крајем октобра по питању даљег развоја устанка у источној Босни. Четници су устанак сматрали само као борбу против усташа и нису желели да нападају Немце, док су партизани сматрали да је устанак само почетна фаза ослободилачке борбе. Поред овога, до разлаза је дошло и око питања укључивања Муслимана у устанак, као и партизанских сазнања да Јездимир Дангић одржава везе се квислиншком владом Милана Недића у Београду, а преко ње и са Немцима. Када је почетком новембра, након инцидента у Ужичкој Пожеги и напада четника на партизане у Ужице, дошло до отвореног партизанско—четничког сукоба у Србији, у потпуности су захладнели односи у заједничком партизанско-четничком штабу, а Дангић је одбио партизански предлог да се изврши заједнички напад на Зворник. Главни штаб НОП одреда Босне и Херцеговине је тада пресељен из Милића на Романију, где су прешли Светозар Вукмановић Темпо и Слободан Принцип Сељо. Како би се разрешила новонастала ситуација у Власеници је 16. новембра 1941. године била одржана заједничка конференција представника партизанских и четничких јединица источне Босне. Пошто је Конференција ишла у смеру који им није одговарао, четници су је напустили чиме је престао да важи ранији партизанско-четнички споразум. Након овога дошло је до заоштравања између партизана и четника, али не и до отвореног сукоба, као у Србији. Непосредно пре растурања заједничког Штаба, мајор Дангић је покушао да Слободана Принципа приволи да пређе на страну четника, пошто је према његовим речима потицао из честите националистичке породице и био синовац Гаврила Принципа, али је Сељо ово одлучно одбио.
Након доласка на Романију, крајем новембра 1941. године, Слободан Принцип Сељо је у договору са Светозаром Вукмановићем Темпом, делегатом ЦК КПЈ и командантом Главног штаба НОП одреда Босне и Херцеговине, отишао у Херцеговину, а Угљеша Даниловић дотадашњи командант Штаба НОП одреда Херцеговине је повучен на Романију у Главни штаб. Слободанов задатак је био обилазак овог Штаба, његових јединица и партијских организација у Херцеговини. На путу ка Херцеговини боравио је у обиласку Калиновичког партизанског одреда, а након доласка у Херцеговину тамошњим војним и политички руководиоцима је пренео директиве Врховног и Главног штаба, као и своја искуства из устанка у источној Босни. Био је учесник саветовања представника Херцеговачког и Никшићког партизанског одреда одржаног 4. јануара 1942. године у селу Ластви, код Требиња. На саветовању је одлучено да се ради успешније борбе против окупатора, али и четника, на овом граничном сектору формира заједнички Оперативни Штаб НОП одреда за Херцеговину с циљем да координира дејства црногорских и херцеговачких јединица. За команданта Штаба именован је Сава Ковачевић, а за чланове Петар Драпшин, Ђоко Путица и Мило Килибарда. Половином јануара 1942. године Слободан је кренуо назад на Романију, у Главни штаб за Босну и Херцеговину, а на том путу се краће задржао у обиласку партизанских јединица на Игману. Непосредно пре његовог повратка у источној Босни је 15. јануара 1942. године отпочела Друга непријатељска офанзива.

### Командант Оперативног штаба
Након Прве непријатељске офанзиве, почетком децембра 1941. године Врховни штаб се са главнином партизанских снага повукао у Санџак, а крајем истог месеца се пребацио у источну Босну, где је формирана Прва пролетерска ударна бригада. Након тога је у Рогатици 25. децембра 1941. одржан састанак Врховног штаба, коме су присуствовали чланови Главног штаба НОП одреда Босне и Херцеговине, на коме је Врховни командант Јосип Броз Тито детаљније упознат са ситуацијом у источној Босни. Потом је у Иванчићима, код Илијаша 4. јануара 1942, у присуству Јосипа Броза Тита, одржано саветовање Покрајинског комитета КПЈ за Босну и Херцеговину на коме је био анализиран дотадашњи рад Покрајинског комитета, а посебно је анализиран однос према четницима у источној Босни, након чега је донет предлог о формирању Добровољачке војске Југославије, с циљем да окупи људство бивших четничких одреда, које је било спремно да се бори против окупатора, али не да и да ступа у партизанске јединице.
Окупаторско-квислиншке снаге су након гушења устанка у Србији, одлучиле да угуше устанак у источној Босни па су 15. јануара 1942. године отпочеле концентрично наступање према центру слободне територије. Првобитни отпор устаничких снага је био брзо сломљен након чега су заузети Дрињача и Шековићи, а у даљем наступању немачко-усташке снаге су заузеле Братунац, Сребреницу и Власеницу, продирући ка Хан Пијеску и Романији. Брз продор на слободну територију вршен је из више праваца — из рејона Вишеграда ка Рогатици, из рејона Сарајева и Пала ка Рогатици и Романији, а из рејона Тузле ка Олову. У оваквој ситуацији Врховни штаб се пребацио преко Романије на Јахорину и даље ка Фочи, коју је у међувремену ослобођена, док се главнина Прве пролетерске бригаде пребацила преко Сарајевског поља и Игмана ка Калиновику. До 22. јануара немачко-усташке снаге су овладале свим местима, која су раније била ослобођена, али нису успеле да униште устаничке снаге. Партизани су избегли да буду увучени у фронталне борбе и да на тај начин буду уништени, а веће губитке су претрпели у борбама у Пјеновцу и Бијелим Водама, када је страдало око 80 бораца, међу којима и командант Романијског одреда Славиша Вајнер Чича.
После завршене офанзиве, Врховни штаб је почетком фебруара 1942. године, у циљу обнављања ослободилачке борбе, формирао Оперативни штаб НОП и ДВ за источну Босну, за чијег је команданта именован Слободан Принцип Сељо, а за чланове — Цвијетин Мијатовић, Перо Косорић, Стево Елета и привремено Обрад Цицимил, командант Дурмиторског партизанског одреда који је деловао на терену источне Босне. Такође, у рад Штаба је био укључен Родољуб Чолаковић, делегат ЦК КПЈ и политички комесар Главног штаба Босне и Херцеговине. Седиште Штаба је било у Горажду, а његов задатак је био да након офанзиве успостави везе са партизанским снагама у разним деловима источне Босне, као и да у сарадњи са Првом пролетерском бригадом, која је послата као појачање, развије веће војне акције против немачко-усташких снага, али и четника.
Слободанови први задаци на оживљавању ослободилачке борбе у источној Босни, након непријатељске офанзиве били су окупљање преосталих партизанских снага и стварање добровољачких одреда, од бивших четника који су били спремни да се боре против окупатора. Велике напоре је улагао да сељацима и бившим четницима разобличи политику четничког руководства у источној Босни, које је на почетку офанзиве побегло у Србију, а своје одреде оставило на терену с наређењем да се не супротстављају Немцима. На терену је након офанзиве било веома тешко стање које су поред јаке зиме и несташице хране и других потрепштина, проузроковали и злочини које су извршиле немачко-усташке снаге над српским, али и четничке снаге над муслиманским становништвом, посебно у фочанском крају. Све ово довело је до одређених колебања и распада неких партизанских снага, па се Оперативни штаб морао повезивати са партизанским одредима на Мајевици, Озрену, Звијезди, у Бирачу, околини Зеници и др. Романијски партизански одред преживео је велику кризу након погибије његовог команданта легендарног Чиче Романијског, па је Слободан од преосталих снага овог одреда формирао чете, које су биле лакше покретљиве јединице. Тешка ситуација била је и у Мајевичком партизанском одреду, након погибије руководства одреда 20. фебруара 1942. године када су четници извршили изненадни напад на Штаб одреда у Вукосавцима, код Лопара. Како би пребродио кризу у партизанским одредима у источној Босни радио је на формирању ударних батаљона, који би били добро наоружане и лако покретљиве јединице. Први источнобосански пролетерски батаљон формиран је 12. марта 1942. године у Средњем, код Сарајева, од бораца Романијског одреда и НОП одреда „Звијезда”, док је Други источнобосански пролетерски батаљон формиран 25. марта 1942. године у Дрињачи, код Зворника, од бораца Мајевичког и Бирчанског одреда. Према првобитном плану од ових батаљона, као и Пролетерског батаљона Босанске крајине и пролетерског батаљона из Херцеговине је требало да буде формирана Трећа пролетерска бригада, али се од тога одустало, па су ови источнобосански батаљони послужили као језгро за формирање Шесте источнобосанске ударне бригаде, августа 1942. године. Велику помоћ у сређивању стања на терену, Оперативном штабу НОП одреда источне Босне пружио је и Врховни штаб НОП и ДВЈ, који се од краја јануара налазио у ослобођеној Фочи, која је била нови центар устанка у Југославији. Такође, присуство јачих партизанских снага сачињених од јединица Друге пролетерске ударне бригаде и три батаљона из Прве пролетерске ударне бригаде, које су од 4. до 20. марта 1942. водиле борбе у источној Босни и ослободиле Власеницу, Сребреницу и Братунац, знатно је утицао на однос снага на терену, а поготово у партизанско-четничком сукобу.

### Смрт
Крајем марта 1942, јаке немачко-усташке снаге су наступањем према Власеници отпочеле другу етапу операције „Трио” с циљем чишћења терена од устаничких снага. Пошто су се у првом налету распали добровољачки одреди, делови Прве пролетерске ударне бригаде су се повукли на Романију, а непријатељ је до почетка априла овладао овом територијом. Након заузимања Власенице, 1. априла 1942. Главни штаб НОП одреда Босне и Херцеговине прешао је у Шековиће, а ту су сутрадан дошли Слободан Принцип и Перо Косорић, носећи поруку Исе Јовановића, секретара Покрајинског комитета КПЈ за Босну и Херцеговину да пређу на Романију у Штаб Романијског одреда. Доласком у Пусто Село одржан је заједнички састанак Покрајинског комитета и Оперативног штаба за источну Босну, коме су присуствовали — Иса Јовановић, Родољуб Чолаковић, Угљеша Даниловић, Авдо Хумо, Перо Косорић и Слободан Принцип. Према директиви Врховног команданта НОП и ДВЈ Јосипа Броза Тита, задатак Покрајинског комитета и Оперативног штаба био је да среде стање на терену северно од железничке пруге Сарајево—Вишеград. Како би се активније радило на остваривању овог задатка одлучено је да се седиште Покрајинског комитета премести у село Иванчиће, код Илијаша, јер су одатле имали добру везу са Романијским партизанским одредом, а да Слободан Принцип Сељо и Перо Косорић остану у Штабу Романијског одреда у Пустом Селу. Одавде је Принцип 13. априла 1942. упутио свој последњи извештај као командант Оперативног штаба.
У источној Босни, у овом периоду је владала епидемија пегавог тифуса, а Сељо је крајем марта у селу Доње Бабине, код Соколца заноћио у кући у којој је био један тифусни болесник. Десетак дана касније добио је прве симптоме тифуса — високу температуру и малаксалост. У исто време, разболео се али лакше и Перо Косорић, па су обојица били смештени у истој кући у засеоку Гире. У међувремену, у Пусто Село су се вратили чланови Покрајинског комитета, који су овде одржали састанак на коме су донели одлуку да Покрајински комитет и Главни штаб, са главнином бораца, пређу у Средње, а да се рањеници и болесници пребаце у партизанску болницу у Горажде. Борци са Романије су тешко болесног Принципа пренели најпре у Горажде, а одатле у централну партизански болницу у ослобођеној Фочи. Био је смештен у заразном одељењу Фочанске болнице, а лечио га је управник болнице доктор Гојко Николиш. Ипак ускоро је преминуо 25. априла 1942. године у селу Крушеву, код Фоче.

## Народни херој
Свега неколико месеци након смрти, Слободан Принцип Сељо је међу првих 12 партизанских бораца проглашен за народног хероја Југославије. Врховни штаб НОП и ДВЈ је 6. септембра 1942. донео Указ о његовом проглашењу за народног хероја, а истим Указом су за народне хероје проглашена још двоје бораца Народноослободилачке партизанске војске — Данило Ђокић и Милан Симовић. У „Билтену Врховног штаба“ бр 20-22 о проглашењу Слободана Принципа за народног хероја пише:
| „ | По одлуци Врховног штаба НОВ и ПОЈ даје се назив народног хероја другу Слободану Принципу (Сељи), команданту Оперативног штаба за Источну Босну и члану Главног штаба за Босну и Херцеговину. Друг Сељо је организовао одреде партизана око Сарајева и подигао устанак у овом крају. | ” |

Године 1949. Слободанови посмртни остаци, су пренети у Сарајево и сахрањени у тада изграђеној Гробници народних хероја, која је налазила у Великом парку. Поред Слободана, у овој гробници била су сахрањена још 23 народна хероја са подручја Сарајева. На четрдесету годишњицу устанка народна Југославије, 1981. на Врацама, у подножју Требевића изграђен је спомен-парк посвећен палим борцима и жртвама фашизма и овде су пренети посмртни остаци народних хероја сахрањених у гробници у Великом парку. Овај парк данас је девастиран, јер је уништен током опсаде Сарајева, 1992—1995. године.
Септембра 1962. у Хаџићима је изграђена нове зграда основне школе па је дотадашња Државна осмогодишња школа била преименована у основну школу „Слободан Принцип Сељо”, у част свог некадашњег ученика. Ово име школа је носила до марта 1996, када је након завршетка грађанског рата у Босни и Херцеговини, општина Хаџићи интегрисана у Федерацију БиХ. Одмах потом основној школи је промењен назив у основна школа „Шести март” по дану почетка интеграције ове општине, која се раније налазила у саставу Републике Српске. Основна школа са именом Слободана Принципа Сеље постојала је и у Београду и налазила се у згради Треће београдске гимназије у Његошевој улици. Била је прва основна школа у СФР Југославији у којој се од 1966. изводила експериментална настава на француском језику. Године 1975. ова школа се интегрисала са школом „Алекса Шантић” и тада је настала огледна основна школа „Владислав Рибникар”. У Соколцу је 31. августа 1961. основана Гимназија „Слободан Принцип Сељо”, која је 1973. интегрисана у Средњошколски центар „Соколац”, а 1980. угашена. Традицију ове школе данас наставља Средњошколски центар „Василије Острошки”.
Име Слободана Принципа Сеље носила је и касарна Југословенске народне армије (ЈНА) у насељу Лукавица, у Источном Новом Сарајеву, у којој се у току рата у Босни и Херцеговини налазила Команда Сарајевско-романијског корпуса Војске Републике Српске. Године 1950. у Витезу је основано предузеће хемијске индустрије, које је касније добило назив по Слободану Принципу Сељи. Ова фабрика пословала је у систему наменске војне индустрије производећи ракетни барут, антифриз, привредни експлозив и штапин и др. Ова фабрика данас послује под именом „Витезит”. Његово име носило је Академско културно уметничко друштво „Слободан Принцип Сељо”, основано октобра 1949. на Универзитету у Сарајеву, а данас Академски културни центар Универзитета у Сарајеву „Сељо”. Такође, његово име носи и пет улица на подручју Републике Србије — две у Београду, на Звездари и Чукарици, једна у Крагујевцу, као и по једна у селима — Љутово, код Суботице и Наково, код Кикинде.